# Spododes
Spododes là một chi bướm đêm thuộc họ Geometridae.